# Antony Sher
Antony Sher (Ciudad del Cabo, Unión Sudafricana, 14 de junio de 1949 - 2 de diciembre de 2021) fue un actor, escritor, pintor y director de teatro británico de origen sudafricano.

## Biografía

### Primeros años
Nació en el seno de una familia lituana de origen judío en Ciudad del Cabo, Sudáfrica: hijo de Margery and Emmanuel Sher, que se dedicaban al comercio.
Su carrera se desarrolló principalmente en el Reino Unido, lo que llevó a ser ciudadano británico.
En 1968, luego de completar el servicio militar obligatorio, viajó a Londres para una audición en la Escuela Central de Expresión y Arte dramático, pero no tuvo éxito. Sin embargo ingresó a la Webber Douglas Academy of Dramatic Art donde studió entre 1969 y 1971. Luego de esta preparación y algunas presentaciones con el grupo teatral Gay Sweatshop, ingresó a la Royal Shakespeare Company en 1982.

### Carrera
En la década de 1970 Sher formó parte de un grupo de jóvenes actores y autores del Teatro Everyman en Liverpool, que incluía a escritores como  Willy Russell y Alan Bleasdale, y actores como Bernard Hill, Julie Walters, Trevor Eve y Jonathan Pryce.
Las obras puestas en escena, John, Paul, George, Ringo... & Bert y Ricardo III tuvieron buen éxito de crítica y público.
En la Royal Shakespeare Company hizo el rol protagónico en Tartufo, e hizo el papel del idiota en Rey Lear, antes de la importante presentación en 1984 de Ricardo III, que le valió el premio Laurence Olivier. Desde tal actuación ha sido protagonista en varias producciones relevantes, como Tamburlaine, Cyrano de Bergerac, Stanley y Macbeth. También protagonizó a Johnnie en Hello and Goodbye de Athol Fugard, Iago en Otelo, y Shylock en El mercader de Venecia.
En 1997 su interpretación de Benjamin Disraeli en la película Mrs. Brown fue bien recibida, y la obra Stanley le valió su segundo premio Laurence Olivier. En televisión realizó roles protagónicos en miniseries como «The History Man» y «The Jury». En 2003 actuó en la adaptación de J. G. Ballard de la historia «The Enormous Space», grabada con el título de «Home» por la BBC.

### Otros trabajos
La obra literaria de Sher incluye títulos como Woza Shakespeare: Titus Andronicus in South Africa, con Gregory Doran (1997);  Year of the King (1985); Beside Myself (2002); Characters (1990); y Primo Time (2005).  También ha escrito las novelas Middlepost (1989), Cheap Lives (1995), The Indoor Boy (1996), y The Feast (1999).
También es autor de varias obras de teatro, incluyendo ID (2003) y Primo (2004). La última fue adaptada en una película filmada en 2005. Su obra The Giant (2008), primera de su autoría en que no actuó, se representó en el Teatro Hampstead.

## Producciones teatrales
- 1972-74: Actúa varios roles en Everyman de Liverpool
- 1982: Goosepimples  de Mike Leigh en el West End
- 1982: King Lear en el the Royal Shakespeare Theatre
- 1984: Ricardo III para la RSC
- 1987: Shylock en El mercader de Venecia para la RSC
- 1990: Singer para la RSC
- 1991: The Trial y The Resistible Rise of Arturo Ui para el National Theatre
- 1992: Uncle Vanya
- 1994/5: Titus Andronicus en el Market Theatre, Johannesburgo
- 1997: Stanley en el National Theatre
- 1998/1999: The Winter's Tale, con la Royal Shakespeare Company
- 1999: Macbeth con la Royal Shakespeare Company en el Swan Theatre, Stratford-upon-Avon
- 2000/1: Macbeth y The Winter's Tale para la RSC
- 2004: Primo en el Cottesloe - National Theatre
- 2007: Kean en Kean para el Yvonne Arnaud Theatre, Guildford
- 2008: Próspero en The Tempest en el Baxter Theatre, Ciudad del Cabo

## Premios y honores
- 1985: Laurence Olivier al mejor actor por Ricardo III
- 1985: Premio Evening Standard, mejor actor por Ricardo III
- 1997: Laurence Olivier, mejor actor por Stanley
- 1998: Doctor honoris causa en letras Universidad de Liverpool
- 2000: Caballero comendador de la Orden del Imperio Británico por sus servicios al teatro
- 2007: Doctor honoris causa en letras Universidad de Warwick